# Predella

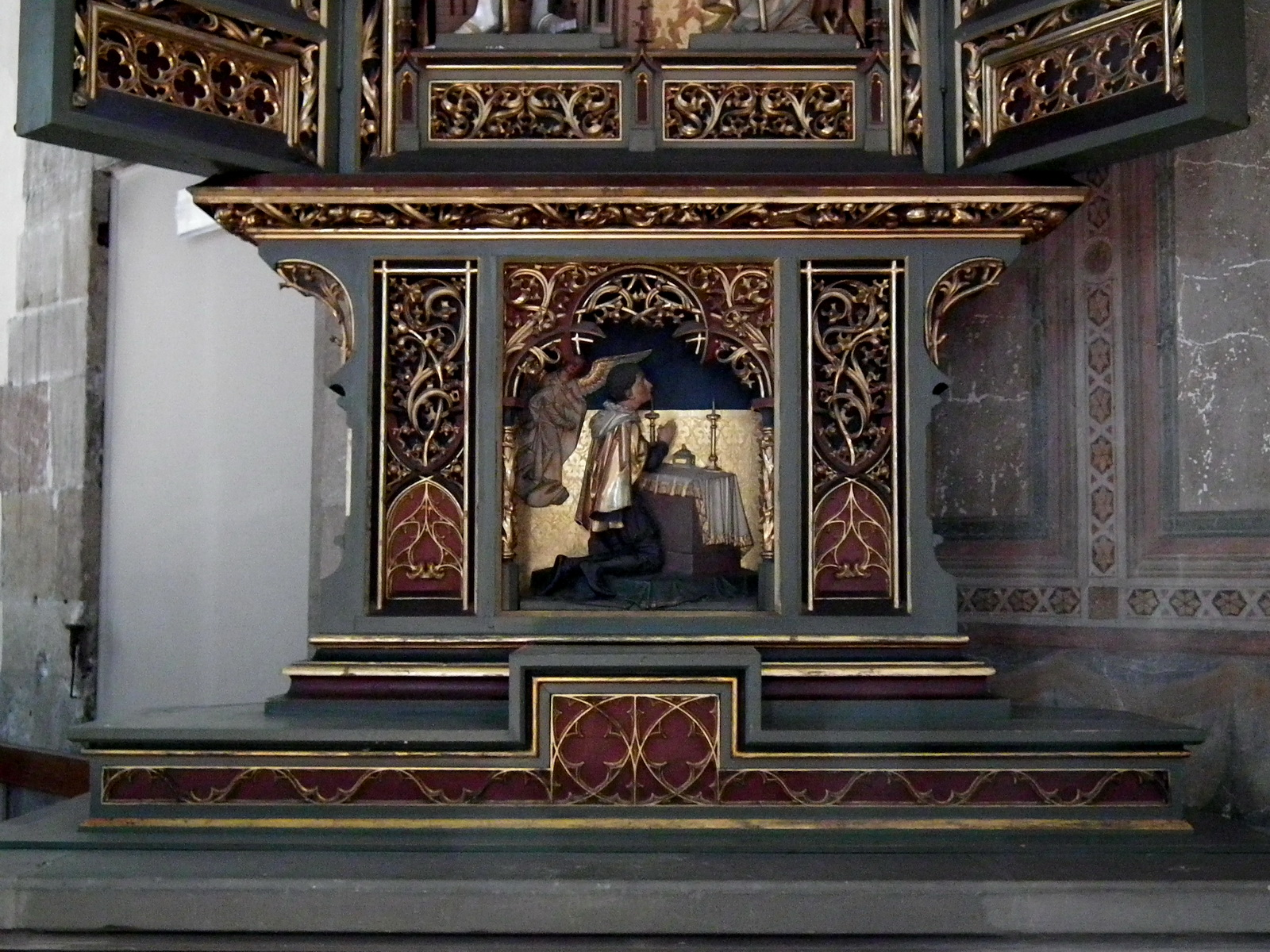
Predella bočního oltáře v katedrále Nanebevzetí Panny Marie v Bolzanu

Predella nebo také predela je část oltáře pod retabulem, která leží na oltářní mense. Vyskytuje se od 15. století a její přední strana bývá zdobena malbou nebo řezbami. Někdy predella sloužila také jako relikviář nebo plocha, na kterou se stavěly svícny. Výzdoba predelly a retabula zpravidla tvoří jeden celek, na predelle často bývají znázorněny výjevy Poslední večeře Páně. Po tridentském koncilu se v římskokatolické církvi na predellu umisťovalo tabernákulum.